# スモークジャック

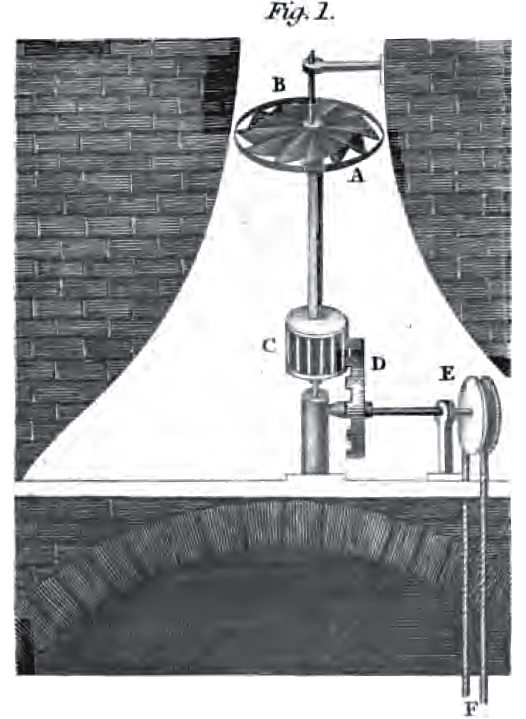
スモークジャックの図

スモークジャック（英語: smoke jack）とは、暖炉で火を焚くと煙突効果で上昇気流が生じ煙が上っていくが、この上昇気流で羽根車を回転させ、その回転力を動力として使用する装置である。中世ヨーロッパの酒場において、暖炉で調理中のあぶり肉などを回転させるために使われた。自動焼串回転機などの訳語もある。
これは歴史上でヘロンの汽力球（aeolipile）に次いで古い熱機関であり、また熱機関が実用に供された最初の例であった（ヘロンの汽力球は雛形でしかなく、何らの実用的目的にも供されなかった。ただしヘロンの発明品にはヘロンの自動ドアと呼ばれる物もあり、それを容積型の外燃機関と見なすならば、熱機関の最初の実用例はスモークジャックではなくヘロンの自動ドアであるとも言える）。熱機関としては速度型の外燃機関に分類される。
類似のものに、日本の回り灯籠がある。他に火の粉が飛散する事を防止、抑制する為に蒸気機関車や定置式蒸気機関や焼却炉等の煙突に回転式火の粉止めがつけられる例もある。